# THE REMIXES MIHO NAKAYAMA MEETS New York GROOVE
『THE REMIXES MIHO NAKAYAMA MEETS New York GROOVE』（ザ・リミキシーズ・ミホ・ナカヤマ・ニューヨーク・グルーブ）は中山美穂のリミックス・アルバム。1997年12月3日にキングレコードより発売された。(KICS-660)

## 解説
- リミックス・アルバムは、1991年7月発売の『DANCE BOX』以来6年振りである。
- 同年発売のオリジナル・アルバム『Groovin' Blue』収録曲のリミックスを中心としており、ジャケット写真も同アルバムからのカットである。
- ニューヨークでリミックスがなされた。
- 1ヶ月後には『THE REMIXES MIHO NAKAYAMA MEETS Los Angeles GROOVE』が発売。両作共、LP盤も発売された。

## 収録曲
1. ANGEL SOUL
  - 作詞: 中山美穂、作曲: 内藤慎也
2. 小さな太陽 -CARROT RED
  - 作詞: 中山美穂、作曲: 内藤慎也
3. The Eternities
  - 作詞: 中山美穂、作曲: 荒木啓介
4. SHINING FOR YOU
  - 作詞: 中山美穂、作曲: 上田知華
5. You're My Only Shinin' Star
  - 作詞・作曲: 角松敏生
6. 遠い街のどこかで…
  - 作詞: 中山美穂、作曲: 中崎英也